# Uluırmak
L’Uluırmak (en turc : Ulu ırmak signifie « grande rivière ») est une rivière turque coupée par le barrage de Mamasin. elle est aussi appelée rivière de Melendiz (Melendiz Çayı) et prend sa source sur les flancs du mont de Melendiz (Melendiz Dağı) qui culmine à 2 963 m. La rivière va rejoindre le  lac Tuz, lac endoréique salé à 905 m d'altitude après avoir traversé la ville d'Aksaray.
La rivière de Melendiz traverse de bout en bout la vallée d'Ihlara longue de 14 km dans le district d'Ihlara dans la province d'Aksaray. Cette gorge profonde de 100 à 200 m se termine à Selime. Les flancs de la gorge sont creusés d'habitations et d'églises troglodytiques.